# Welt-Internet-Konferenz
Die sogenannte Welt-Internet-Konferenz (chinesisch 世界互聯網大會 / 世界互联网大会, Pinyin Shìjiè Hùliánwǎng Dàhuì), auch bekannt als Wuzhen Summit (烏鎮峰會 / 乌镇峰会,  Wūzhèn Fēnghuì), ist eine jährliche Veranstaltung, die erstmals im Jahr 2014 stattfand, organisiert von Regierungsstellen in China, um Internet-Themen und Politik zu diskutieren und laut Chinas Staatschef Xi Jinping, es den Ländern erlauben soll, ihre eigenen Regeln für den Cyberspace zu setzen und das Internet zu regieren, wie sie es für richtig halten.

## Wuzhen Deklaration
Auf der ersten Welt-Internet-Konferenz im Jahr 2014 verteilten unbekannte Teilnehmer einen Entwurf einer gemeinsamen Erklärung, in der das Recht der einzelnen Nationen bestätigt wurde, das Internet zu entwickeln, zu nutzen und zu regieren, ein Konzept, das der chinesische Führer Xi Jinping die Cyber-Souveränität nennt. Die Teilnehmer erhielten einen Entwurf der Erklärung über Nacht. Das Papier wurde ihnen im Hotel unter der Zimmertür durch geschoben. Manche wandten sich gegen die Erklärung, die Organisatoren jedoch erwähnten dies am Schlusstag der Konferenz nicht.

## Chinas Sicht
Auf der ersten Welt-Internet-Konferenz im November 2014 in Wuzhen verkündete Xi Jinping, dass er ein Internetregime mit „chinesischen Charakteristiken“ errichten wolle. Der Rest der Welt dürfe „kooperieren“, aber Pekings „Souveränität“ im Netz nicht in Frage stellen. China arbeite an einer neuen Version des Internet, von dem wie es bisher weltweit abrufbar ist. Die Nachrichtenagentur Xinhua erklärte: Jetzt, wo China eine Internetsupermacht sei und Konzerne wie Alibaba globalen Einfluss hätten, wolle China das Netz stärker regieren.

## Zutritt der Presse
Die Veranstalter der Weltkonferenz des Internet haben Reportern bestimmter westlicher Medien, wie der New York Times, den Zutritt verweigert. Lu Wei, Chinas Internetminister, sagte während einer Pressekonferenz vor Beginn der Welt Internet Konferenz 2015, dass „China nur Freunde willkommen heiße“. Und er verneinte, dass es in China Zensur gäbe.
Reporter ohne Grenzen und GreatFire.org forderten einen Boykott der Welt Internet Konferenz 2015.

## Konferenz 2015
Die zweite Welt-Internet-Konferenz, die auch in Wuzhen, Zhejiang stattfand, wurde auch von dem Internet-Unternehmer Jack Ma, dem chinesischen Staatschef Xi Jinping und den Premierministern Russlands, Pakistans, Kasachstans und Kirgisiens, besucht. Der chinesische Internetnutzer nannten sie die zweite Dritt-Welt Internet-Konferenz, da nur acht der teilnehmenden Länder über dem Durchschnitt des Index der Informationstechnologie lagen. Es sah so aus, als ob China die Dritt-Welt-Länder zusammenbringen wollte, die nach wirtschaftlicher Hilfe streben, oder erhebliche Zweifel an westlicher Demokratie hegen. Xi preiste sein Konzept der „Internet-Souveränität“ und forderte die Welt auf, „die Internet-Souveränität jedes Landes zu respektieren; das Recht jeden Landes zu respektieren, ihr eigenes Entwicklungs- und Management-Modell des Internets zu wählen“. Die offiziellen chinesischen Medien kommentierten, dass die Rede des chinesischen Präsidenten Xi Jinping zeigte, dass Chinas Internetwachstum „bullisch“ sei und China eine „Digital-Seidenstraße für Win-Win-Kooperations-Informations-Infrastruktur-Partnerschaft“ bauen würde. Die zweite Welt-Internet-Konferenz (2015) gab die Wuzhen-Initiative heraus, die alle Länder auffordert, die Internet-Entwicklung zu fördern, die kulturelle Vielfalt im Cyber-Raum zu fördern, die Früchte der Internet-Entwicklung zu teilen, Frieden und Sicherheit im Cyber-Raum zu gewährleisten und die globale Internet-Governance zu verbessern. Chinas Regeln der Internetabkapselung sollen weltweit zum Standard werden. Aus einem internationalen Netz würde ein Nebeneinander vieler nationaler Intranets. Nur so könne man die „Cyber-Anarchie“ bekämpfen, das „Gesetz des Dschungels“, schrieb die Nachrichtenagentur Xinhua.  „Das Internet bringt chinesischen Firmen eine einmalige Gelegenheit, die Welt im nächsten Jahrzehnt zu verändern“, sagte Fu Shen, Chef von Cheetah Mobile, während der Konferenz. Allerdings wurde die Veranstaltung von Amnesty International kritisiert und Technologie-Unternehmen aufgefordert, die Konferenz zu boykottieren. Amnesty International forderte die technischen Unternehmen auf, die Position Chinas abzulehnen, die sie als Versuch bezeichnete, die Zensur und die Überwachung zu fördern.
Im Dezember 2015 gab Fadi Chehadé bekannt, dass er nach Verlassen seines Posten als ICANN-Vorstandsvorsitzender im März 2016, stellvertretender Vorsitzender eines neu gegründeten Beratungsausschusses zur Welt-Internet-Konferenz werden wird. Die erste Sitzung des Ausschusses findet Mitte 2016 statt.

## Kritik
Reporter ohne Grenzen und Menschenrechtsgruppen äußerten sich besorgt über die Konferenz; eines der Ziele der Konferenz bestehe darin, die Internetpolitik von China zu fördern.